# Mariscal Estigarribia
Mariscal Estigarribia – miasto w zachodnim Paragwaju, w departamencie Boquerón.
Miasto oficjalnie powstało na mocy dekretu z 18 grudnia 1944 roku, który nadał mu nazwę na cześć Josè Estigarribii – dowódcy w wojnie o Chaco. Wcześniej od 1933 roku istniała w tej lokalizacji miejscowość Fortín Capitán López de Filipis. Mariscal Estigarribia jest siedzibą gminy o tej samej nazwie. Gmina do 2006 roku obejmowała swoim obszarem cały teren obecnego departamentu Boquerón. Gmina, nawet po podziale z 2006 roku, jest największą gminą w Paragwaju pod względem powierzchni.
Liczba ludności gminy, wg danych z roku 2002, wynosiła 41 106, z czego 16 418 osób zamieszkiwało miasto. Większość mieszkańców to rdzenna ludność Paragwaju, aczkolwiek wzrasta również odsetek ludności mennonickiej oraz latynoskiej.
W mieście i jego okolicach odbywa się rajd Transchaco – najważniejszy wyścig samochodowy w Paragwaju. W mieście działa port lotniczy Dr. Luis Maria Argana.

## Klimat
Miasto leży w klimacie zwrotnikowym. Lata (grudzień-luty) są upalne ze średnimi temperaturami w ciągu dnia wynoszącymi 34 °C natomiast w nocy spadają do 23 °C. Temperatury latem nierzadko przekraczają 40 °C.
Zimy (czerwiec-sierpień) są łagodne z temperaturami w dzień wynoszącymi średnio 24 °C, a w nocy spadają do 13 °C. Sporadycznie mogą zdarzać się przymrozki. Opady deszczu występują głównie latem. Najwięcej dni deszczowych (13,4) notuje się w lutym a najmniej (3,2) w sierpniu.